# Список генерал-губернаторов Варшавы во время Ноябрьского восстания
Генерал-губернаторы Варшавы во время Польского восстания 1830—1831 годов.
- Серавский, Юлиан (30 ноября — 4 декабря 1830)
- Шембек, Пётр (4-16 декабря 1830)
- Войцинский, Станислав (16 декабря 1830 — 2 марта 1831)
- Круковецкий, Ян (3 марта — 4 июня 1831)
- Рутти, Анджей (до 9 августа 1831)
- Дембинский, Генрих (9-12 августа 1831)
- Вегирский, Эмилиан (и. o.) (12-16 августа 1831)
- Круковецкий, Ян (16-18 августа 1831)
- Хшановский, Войцех (18 августа — 6 сентября 1831)
- Сераковский, Вацлав (6-7 сентября 1831)